# Jasmine Keller-Hämmerle
Jasmine Keller-Hämmerle (* 1966 in Lustenau als Jasmine Hämmerle) ist eine ehemalige österreichische Triathletin, zehnfache Triathlon-Staatsmeisterin (zwischen 1992 und 2000) und Militär-Weltmeisterin (1999).

## Werdegang
Am 1. Oktober 1989 war Jasmine Hämmerle die erste Vorarlbergerin, die als Rekrutin beim österreichischen Bundesheer einrückte.
1995 konnte sie zum dritten Mal in Folge den Trans Vorarlberg Triathlon gewinnen (3 km Schwimmen, 120 km Radfahren und 15 km Laufen).

### Militär-Weltmeisterin Triathlon 1999
1999 erreichte sie bei der Triathlon-Weltmeisterschaft in Schweden den dritten Rang auf der Langdistanz und sie wurde Siebte bei der Europameisterschaft auf der Triathlon-Kurzdistanz. Im August konnte die HSZ-Athletin (Heeressportzentrum; im Dienstgrad Gefreiter) bei den Sommer-Militärweltspielen den Triathlon-Bewerb auf der olympischen Distanz gewinnen und Hämmerle wurde damit Militär-Weltmeisterin.
2000 verpasste sie knapp einen Startplatz bei den Olympischen Spielen. Hämmerle startete für das TriTeam Lustenau und beendete im Jahr 2001 vor der Geburt ihrer Tochter die aktive Karriere.
Sie ist seit 2001 verheiratet mit dem ehemaligen Schweizer Triathleten Markus Keller und die beiden leben im schweizerischen Wolfhausen bei Zürich.

## Sportliche Erfolge
| Datum/Jahr    | Rang | Wettbewerb                                          | Austragungsort | Zeit       | Bemerkung |
| ------------- | ---- | --------------------------------------------------- | -------------- | ---------- | --- |
| 26. Aug. 2001 | 1    | Brigantium Triathlon                                | Bregenz        | 02:33:47,5 | Erstaustragung am Bodensee über die olympische Distanz (1,5 km Schwimmen, 40 km Radfahren und 10 km Laufen)   |
| 27. Aug. 2000 | 1    | ÖTRV Staatsmeisterschaft Triathlon Kurzdistanz      | Blindenmarkt   | 02:09:45.7 | Österreichische Triathlon-Staatsmeisterin beim Rennen im Rahmen des Ausee Triathlon                           |
| 12. Aug. 2000 | 13   | ITU Triathlon World Cup                             | Lausanne       | 02:12:44   | |
| 11. Sep. 1999 | 34   | ITU Short Distance Triathlon World Championships    | Montreal       | 02:00:26   | Weltmeisterschaft auf der olympischen Distanz (1,5 km Schwimmen, 40 km Radfahren und 10 km Laufen)            |
| 12. Aug. 1999 | 1    | CISM Militär-Weltmeisterschaft Triathlon            | Zagreb         |            | |
| 3. Juli 1999  | 7    | ETU Short Distance Triathlon European Championships | Funchal        | 02:03:13   | Triathlon-Europameisterschaft auf der Kurzdistanz                                                             |
| 1999          | 1    | ÖTRV Staatsmeisterschaft Triathlon Kurzdistanz      | Kirchbichl     |            | ÖTRV Österreichische Triathlon-Staatsmeisterin über die olympische Distanz im Rahmen des Kirchbichl-Triathlon |
| 30. Aug. 1998 | 17   | ITU Short Distance Triathlon World Championships    | Lausanne       | 02:12:49   | Weltmeisterschaft auf der olympischen Distanz                                                                 |
| 1998          | 1    | ÖTRV Staatsmeisterschaft Triathlon Kurzdistanz      | Kirchbichl     |            | Beim Kirchbichl-Triathlon wurde erstmals in Österreich ein Rennen mit Windschattenfreigabe ausgetragen.       |
| 1997          | 1    | ÖTRV Staatsmeisterschaft Triathlon Kurzdistanz      | Thiersee (See) |            | Staatsmeisterin mit dem Sieg vor der bisher unbekannten Australierin Kate Allen                               |
| 1997          | 5    | Alpen-Triathlon                                     | Schliersee     | 02:24:55   | über die olympische Distanz                                                                                   |
| 1996          | 1    | ÖTRV Staatsmeisterschaft Triathlon Kurzdistanz      | Mariahof       |            | Staatsmeisterin                                                                                               |
| 1996          | 1    | Kitzbühel-Triathlon                                 | Kitzbühel      |            | [ 3 ] |
| 5. Aug. 1995  | 5    | Alpen-Triathlon                                     | Schliersee     | 02:28:18   | |
| 1995          | 1    | ÖTRV Staatsmeisterschaft Triathlon Kurzdistanz      | Völkermarkt    |            | Staatsmeisterin                                                                                               |
| 1994          | 1    | ÖTRV Staatsmeisterschaft Triathlon Kurzdistanz      | Kirchbichl     |            | Staatsmeisterin im Rahmen des Kirchbichl-Triathlon                                                            |
| 1993          | 1    | ÖTRV Staatsmeisterschaft Sprint-Triathlon           |                |            | Staatsmeisterin über die Sprintdistanz                                                                        |
| 1992          | 1    | ÖTRV Staatsmeisterschaft Triathlon Kurzdistanz      | Zell am See    |            | Staatsmeisterin über die olympische Distanz (1,5 km Schwimmen, 40 km Radfahren und 10 km Laufen)              |

| Datum/Jahr    | Rang | Wettbewerb                                      | Austragungsort | Zeit     | Bemerkung |
| ------------- | ---- | ----------------------------------------------- | -------------- | -------- | --- |
| 26. Aug. 2012 | 11   | Trans Vorarlberg Triathlon                      | Bregenz        | 04:46:50 | Start in der Staffel als Läuferin                                                                                       |
| 11. Juli 1999 | 3    | ITU Long Distance Triathlon World Championships | Säter          | 06:25:24 | [ 4 ] |
| 25. Aug. 1996 | 1    | ÖTRV Staatsmeisterschaft Triathlon Langdistanz  | Bregenz        | 06:18:31 | beim Trans Vorarlberg Triathlon Zweite hinter der Deutschen Ute Schäfer – und damit Staatsmeisterin auf der Langdistanz |
| 26. Aug. 1995 | 1    | Trans Vorarlberg Triathlon                      | Bregenz        | 06:44:04 | |
| 27. Aug. 1994 | 1    | Trans Vorarlberg Triathlon                      | Bregenz        | 06:32:24 | |
| 28. Aug. 1993 | 1    | Trans Vorarlberg Triathlon                      | Bregenz        | 06:56:57 | |

(DNF – Did Not Finish)